# Maxime Veau
Pour les articles homonymes, voir Veau (homonymie).
Pas d'image ? Cliquez ici

a Compétitions nationales et continentales officielles uniquement.

Dernière mise à jour le 30 octobre 2024.
Maxime Veau, né le 9 août 1988 à Saint-Jean-d'Angély, est un joueur français de rugby à XV évoluant au poste de centre.

## Biographie
Maxime Veau commence la pratique du rugby à XV sous les couleurs de l'école de rugby du Rugby athlétic club angérien.
Il a ensuite évolué pendant sa carrière junior et Reichel à l'Atlantique Stade rochelais et intègre ensuite le centre de formation de l'ASM Clermont Auvergne, club avec lequel il remporte le titre de champion de France espoirs 2010.
Devenu professionnel, il commence sa carrière en 2010-2011 à l'US Oyonnax puis rejoint en 2011 le Tarbes Pyrénées rugby qu'il quitte en 2016 pour revenir à l'US Oyonnax.

## Palmarès
- Vainqueur du Championnat de France espoirs en 2010 avec l'ASM Clermont Auvergne.
- Vainqueur de la Pro D2 en 2017 avec l'US Oyonnax.